# Bingara, New South Wales
Bingara là một đô thị thuộc New England, New South Wales, Úc.
Bingara có dân số 1.093 người. Và hiện nay là trung tâm hành chính cho Gwydir Shire được tạo ra vào năm 2003. Nó có dân số đồng nhất văn hóa vì người dân chủ yếu là người gốc Anglo-Celtic. Chỉ có 9,4% dân số sinh ra ở nước ngoài và 3,3% là người gốc Đảo Thổ dân hoặc đảo Torres Strait. [1] Đây là một địa điểm phổ biến để nghỉ hưu và do đó có dân số già, 53,8% từ 55 tuổi trở lên, so với mức trung bình toàn quốc là 26,4%. Tình trạng kinh tế xã hội của Bingara tương đối thấp so với Australia. Bingara là một trong số ít nơi ở Úc, nơi đã tìm thấy kim cương. Sông Gwydir là điểm nhấn chính của thành phố là nơi lưu giữ chính của Hệ thống Murray-Darling.